# Threnia microtelus
Threnia microtelus is een vliegensoort uit de familie van de roofvliegen (Asilidae). De wetenschappelijke naam van de soort werd voor het eerst geldig gepubliceerd in 1898 door Frederik Maurits van der Wulp.